# Maguda
Maguda là một chi bướm đêm thuộc họ Erebidae.

## Loài
- Maguda immundalis Walker, [1866]